# Dowon-dong, Daegu
Dowon-dong (koreanska: 도원동) är en stadsdel i staden Daegu i den centrala delen av Sydkorea, 240 km sydost om huvudstaden Seoul. Den ligger i stadsdistriktet Dalseo-gu.